# Ciclismo ai Giochi della XXX Olimpiade - BMX maschile
Le prove di BMX maschile dei Giochi della XXX Olimpiade sono corse dall'8 al 10 agosto al London Velopark di Londra, nel Regno Unito.
È la seconda gara olimpica nella storia della specialità e vi prendono parte trentadue atleti in rappresentanza di diciannove nazioni.

## Risultati
Il formato della gara prevedeva una prova cronometrata individuale, in base alla quale i trentadue atleti venivano raggruppati in quattro batterie dei quarti di finale. Ciascuna batteria disputava cinque manche con classifica generale stilata sommando i piazzamenti nelle singole manche. I due migliori classificati di ogni batteria dopo due manche e i due successivi migliori classificati dopo le cinque manche accedevano alle due batterie di semifinale. Ciascuna delle due batterie disputava quindi tre manche, con la stessa modalità di classificazione dei quarti di finale, e i migliori quattro di ogni batteria accedevano alla finale disputata in una sola manche.

### Prima fase
Nota: DNF ritirato
| Pos. | Atleta                 | Tempo  |
| ---- | ---------------------- | ------ |
| 1    | Raymon van der Biezen  | 37”779 |
| 2    | Joris Daudet           | 38”221 |
| 3    | Twan van Gendt         | 38”339 |
| 4    | Connor Fields          | 38”431 |
| 5    | Andrés Jiménez Caicedo | 38”445 |
| 6    | Sam Willoughby         | 38”496 |
| 7    | Nicholas Long          | 38”601 |
| 8    | Renato Rezende         | 38”628 |
| 9    | Quentin Caleyron       | 38”637 |
| 10   | Marc Willers           | 38”687 |
| 11   | Māris Štrombergs       | 38”697 |
| 12   | Liam Phillips          | 38”719 |
| 13   | Rihards Veide          | 38”753 |
| 14   | Carlos Oquendo         | 38”775 |
| 15   | David Herman           | 38”955 |
| 16   | Kurt Pickard           | 39”057 |
| 17   | Khalen Young           | 39”304 |
| 18   | Manuel de Vecchi       | 39”385 |
| 19   | Luis Brethauer         | 39”431 |
| 20   | Tory Nyhaug            | 39”515 |
| 21   | Jelle van Gorkom       | 39”529 |
| 22   | Brian Kirkham          | 39”610 |
| 23   | Roger Rinderknecht     | 39”618 |
| 24   | Emilio Falla           | 39”737 |
| 25   | Morten Therkildsen     | 39”738 |
| 26   | Ernesto Pizarro        | 39”765 |
| 27   | Arnaud Dubois          | 39”772 |
| 28   | Moana Moo Caille       | 40”015 |
| 29   | Maik Baier             | 40”231 |
| 30   | Sifiso Nhlapo          | 40”788 |
| 31   | Daniel Caluag          | 40”900 |
| –    | Edžus Treimanis        | R      |

### Quarti di finale
| Gruppo 1 | Gruppo 1              | Gruppo 1 | Gruppo 1 | Gruppo 1 | Gruppo 1 | Gruppo 1 | Gruppo 1 |
| Pos.     | Atleta                | Manche   | Manche   | Manche   | Manche   | Manche   | Totale   |
| Pos.     | Atleta                | 1ª       | 2ª       | 3ª       | 4ª       | 5ª       | Totale   |
| -------- | --------------------- | -------- | -------- | -------- | -------- | -------- | -------- |
| 1        | Raymon van der Biezen | 1        | 1        | 1        | Q        | Q        | 3        |
| 2        | Edžus Treimanis       | 4        | 6        | 2        | Q        | Q        | 12       |
| 3        | Quentin Caleyron      | 7        | 5        | 5        | 1        | 1        | 19       |
| 4        | Khalen Young          | 8        | 2        | 3        | 2        | 4        | 19       |
| 5        | Morten Therkildsen    | 6        | 4        | 4        | 4        | 2        | 20       |
| 6        | Emilio Falla          | 3        | 8        | 6        | 3        | 3        | 23       |
| 7        | Kurt Pickard          | 5        | 3        | 7        | 8        | 8        | 31       |
| 8        | Renato Rezende        | 2        | 8        | 10       | 8        | 8        | 36       |

| Gruppo 2 | Gruppo 2               | Gruppo 2 | Gruppo 2 | Gruppo 2 | Gruppo 2 | Gruppo 2 | Gruppo 2 |
| Pos.     | Atleta                 | Manche   | Manche   | Manche   | Manche   | Manche   | Totale   |
| Pos.     | Atleta                 | 1ª       | 2ª       | 3ª       | 4ª       | 5ª       | Totale   |
| -------- | ---------------------- | -------- | -------- | -------- | -------- | -------- | -------- |
| 1        | Connor Fields          | 1        | 1        | 1        | Q        | Q        | 3        |
| 2        | Liam Phillips          | 2        | 2        | 2        | Q        | Q        | 6        |
| 3        | Andrés Jiménez Caicedo | 4        | 3        | 4        | 1        | 5        | 17       |
| 4        | Rihards Veide          | 6        | 4        | 3        | 4        | 2        | 19       |
| 5        | Tory Nyhaug            | 3        | 7        | 6        | 3        | 1        | 20       |
| 6        | Moana Moo Caille       | 5        | 5        | 5        | 2        | 6        | 23       |
| 7        | Jelle van Gorkom       | 7        | 8        | 8        | 5        | 3        | 31       |
| 8        | Maik Baier             | 8        | 6        | 7        | 6        | 4        | 31       |

| Gruppo 3 | Gruppo 3           | Gruppo 3 | Gruppo 3 | Gruppo 3 | Gruppo 3 | Gruppo 3 | Gruppo 3 |
| Pos.     | Atleta             | Manche   | Manche   | Manche   | Manche   | Manche   | Totale   |
| Pos.     | Atleta             | 1ª       | 2ª       | 3ª       | 4ª       | 5ª       | Totale   |
| -------- | ------------------ | -------- | -------- | -------- | -------- | -------- | -------- |
| 1        | Marc Willers       | 1        | 2        | 1        | Q        | Q        | 4        |
| 2        | Joris Daudet       | 4        | 1        | 2        | Q        | Q        | 7        |
| 3        | David Herman       | 8        | 3        | 4        | 1        | 2        | 18       |
| 4        | Roger Rinderknecht | 3        | 5        | 3        | 4        | 3        | 18       |
| 5        | Nicholas Long      | 7        | 4        | 5        | 2        | 1        | 19       |
| 6        | Ernesto Pizarro    | 6        | 6        | 7        | 2        | 4        | 26       |
| 7        | Manuel De Vecchi   | 2        | 8        | 8        | 6        | 5        | 29       |
| 8        | Daniel Caluag      | 5        | 7        | 6        | 5        | 6        | 29       |

| Gruppo 4 | Gruppo 4         | Gruppo 4 | Gruppo 4 | Gruppo 4 | Gruppo 4 | Gruppo 4 | Gruppo 4 |
| Pos.     | Atleta           | Manche   | Manche   | Manche   | Manche   | Manche   | Totale   |
| Pos.     | Atleta           | 1ª       | 2ª       | 3ª       | 4ª       | 5ª       | Totale   |
| -------- | ---------------- | -------- | -------- | -------- | -------- | -------- | -------- |
| 1        | Twan van Gendt   | 1        | 2        | 4        | Q        | Q        | 7        |
| 2        | Māris Štrombergs | 2        | 5        | 1        | Q        | Q        | 8        |
| 3        | Sam Willoughby   | 4        | 1        | 3        | 2        | 6        | 16       |
| 4        | Carlos Oquendo   | 8        | 4        | 2        | 6        | 1        | 21       |
| 5        | Luis Brethauer   | 6        | 2        | 5        | 4        | 4        | 22       |
| 6        | Arnaud Dubois    | 3        | 8        | 7        | 3        | 3        | 24       |
| 7        | Brian Kirkham    | 7        | 7        | 8        | 1        | 2        | 25       |
| 8        | Sifiso Nhlapo    | 5        | 6        | 6        | 5        | 5        | 27       |

### Semifinali
| Gruppo 1 | Gruppo 1               | Gruppo 1 | Gruppo 1 | Gruppo 1 | Gruppo 1 | Gruppo 1 |
| Pos.     | Atleta                 | Manche   | Manche   | Manche   | Totale   |          |
| Pos.     | Atleta                 | 1ª       | 2ª       | 3ª       | Totale   |          |
| -------- | ---------------------- | -------- | -------- | -------- | -------- | -------- |
| 1        | Connor Fields          | 4        | 1        | 1        | 6        |          |
| 2        | Raymon van der Biezen  | 1        | 2        | 5        | 8        |          |
| 3        | Liam Phillips          | 2        | 3        | 4        | 9        |          |
| 4        | Andrés Jiménez Caicedo | 3        | 6        | 3        | 12       |          |
| 5        | Edžus Treimanis        | 5        | 7        | 2        | 14       |          |
| 6        | Quentin Caleyron       | 8        | 4        | 6        | 18       |          |
| 7        | Rihards Veide          | 6        | 5        | 7        | 18       |          |
| 8        | Khalen Young           | 7        | 8        | 10       | 25       |          |

| Gruppo 2 | Gruppo 2           | Gruppo 2 | Gruppo 2 | Gruppo 2 | Gruppo 2 | Gruppo 2 |
| Pos.     | Atleta             | Manche   | Manche   | Manche   | Totale   |          |
| Pos.     | Atleta             | 1ª       | 2ª       | 3ª       | Totale   |          |
| -------- | ------------------ | -------- | -------- | -------- | -------- | -------- |
| 1        | Sam Willoughby     | 1        | 1        | 3        | 5        |          |
| 2        | Twan van Gendt     | 5        | 2        | 1        | 8        |          |
| 3        | Māris Štrombergs   | 4        | 4        | 2        | 10       |          |
| 4        | Carlos Oquendo     | 2        | 5        | 4        | 11       |          |
| 5        | David Herman       | 3        | 6        | 6        | 15       |          |
| 6        | Joris Daudet       | 6        | 3        | 7        | 16       |          |
| 7        | Roger Rinderknecht | 7        | 7        | 5        | 19       |          |
| 8        | Marc Willers       | 8        | 8        | 10       | 26       |          |

### Finale
| Pos. | Atleta                 | Tempo    |
| ---- | ---------------------- | -------- |
| 1    | Māris Štrombergs       | 37"576   |
| 2    | Sam Willoughby         | 37"929   |
| 3    | Carlos Oquendo         | 38"251   |
| 4    | Raymon van der Biezen  | 38"483   |
| 5    | Twan van Gendt         | 44"744   |
| 6    | Andrés Jiménez Caicedo | 53"377   |
| 7    | Connor Fields          | 1'03"033 |
| 8    | Liam Phillips          | 2'11"918 |